# Villa Manifesto
Albums de Slum Village
Villa Manifesto EP
(2005) Evolution
(2013)
Singles
1. Faster
Sortie : 1er juin 2010

Villa Manifesto est le sixième album studio de Slum Village, sorti le 27 juillet 2010.

## Histoire
Cet album sert à réunir les membres du groupe depuis leur dernier album éponyme sorti en 2005. Il sert également à rendre hommage aux anciens membres J Dilla et Baatin, décédés respectivement en 2006 et 2009, qui apparaissent tout de même sur cet album. Ainsi, il reste comme membres « actifs » du groupe, T3, Elzhi et Illa J, frère de J Dilla et plus ou moins « affilié » au groupe.
Les membres du groupe ont ensuite annoncé que cet album devrait être leur dernier. Elzhi a annoncé qu'il quitte le groupe. T3 a cependant relativisé et a déclaré que si le succès était au rendez-vous pour cet album, Slum Village pourrait en sortir un autre.

## Collaborations et production
L'album contient une production de J Dilla (dans le morceau Lock it Down), ex-membre du groupe depuis 2002 et décédé en 2006. Des couplets de rap de ce dernier sont également utilisés sur les morceaux Scheming, Earl Finn et 2000 Beyond. Le frère de J Dilla, Illa J rappe sur plusieurs morceaux de l'album. Dwele, qui chante sur le titre Don't Fight the Feeling/Daylight avait déjà collaboré sur des précédents albums de Slum Village. Avant son décès, Baatin a enregistré des couplets sur la quasi-totalité des sons. Néanmoins, les apparitions d'Elzhi sont beaucoup moins fréquentes que dans les deux albums précédents et il n'apparaît que dans 7 sons. Selon Elzhi, il était censé apparaître dans plus de morceaux mais certains de ses couplets auraient été retirés par Young RJ, qui serait selon Elzhi la raison pour laquelle ce dernier a ensuite quitté le groupe. On retrouve également des participations du groupe Little Brother, de Posdnuos du groupe De La Soul, ?uestlove des Roots, DJ Babu des Dilated Peoples... À la production, on retrouve Madlib, Young RJ, Dave West, Hi-Tek, T3 (de Slum Village), Mr. Porter (de D12).
L'album s'est classé 21e au Top Rap Albums, 31e au Top Independent Albums et 37e au Top R&B/Hip-Hop Albums.

## Liste des titres
| No  | Titre                                                                            | Contient un (des) sample(s) de | Durée |
| --- | -------------------------------------------------------------------------------- | --- | ----- |
| 1.  | Bare Witness (featuring DJ Babu – Produit par Khrysis)                           | Scenario de A Tribe Called Quest featuring Leaders of the New School Nobody Like Me de Little Brother featuring O-Dash et Darien Brockington | 2:30  |
| 2.  | Lock It Down (Produit par J Dilla)                                               | | 3:18  |
| 3.  | Scheming (featuring J Dilla, Posdnuos et Phife Dawg – Produit par Young RJ)      | | 4:15  |
| 4.  | Earl Flinn (featuring J Dilla – Produit par Young RJ)                            | Johnee Jingo de Todd Rundgren | 3:04  |
| 5.  | Faster (featuring Colin Munroe – Produit par Young RJ)                           | Moments in Love d'Art of Noise | 3:36  |
| 6.  | 2000 Beyond (featuring J Dilla, Lil Skeeter & ?uestlove – Produit par Young RJ)  | Funky Drummer de James Brown | 2:53  |
| 7.  | Dance (featuring AB – Produit par Dave West)                                     | | 2:45  |
| 8.  | Don't Fight the Feeling/Daylight (featuring Dwele – Produit par Mr. Porter & T3) | | 7:24  |
| 9.  | Um Um (featuring Keys – Produit par Young RJ)                                    | | 3:33  |
| 10. | The Set Up (Produit par Hi-Tek)                                                  | | 3:51  |
| 11. | The Reunion, Pt. 2 (featuring Illa J – Produit par Young RJ)                     | | 3:09  |
| 12. | Where Do We Go from Here (featuring Little Brother – Produit par Young RJ)       | Life's a Bitch de Nas featuring AZ et Olu Dara                                                                                               | 2:52  |
| 13. | We'll Show You (featuring Illa J e AB – Produit par J Dilla)                     | | 2:46  |

| 14. | Stereo (featuring Illa J – Produit par Young RJ)  | 3:15 |
| 15. | Dope Man (Produit par Young RJ)                   | 3:51 |
| 16. | Nitro (featuring Young RJ – Produit par Young RJ) | 3:13 |